# 高茶屋
高茶屋（たかぢゃや）は、三重県津市の町名。現行行政地名は高茶屋一丁目から高茶屋七丁目。
かつて存在した安濃郡高茶屋村の区域に相当する。

## 地理
津市の南東部、平成の大合併以前の津市の南部に位置する。雲出川と相川の間にある「高茶屋台地」と呼ばれる台地上に広がる。高茶屋台地は一部侵食面を持つ堆積面であり、中下層に細礫、その上に砂層とシルト層が見られる。
地域内は住宅地と工業地、学校が多い。西部は井村屋グループを始めとする工場が多く、東部は住宅街となっている。かつて三重県運転免許試験場（現・三重県運転免許センター）が高茶屋にあった ため、三重県民にはよく知られた地域であった。
- 河川：相川、天神川

北は城山・藤方、東は高茶屋小森上野町・高茶屋小森町、南は高茶屋小森町、西は高茶屋小森上野町の飛地・高茶屋小森町と接する。

### 町名

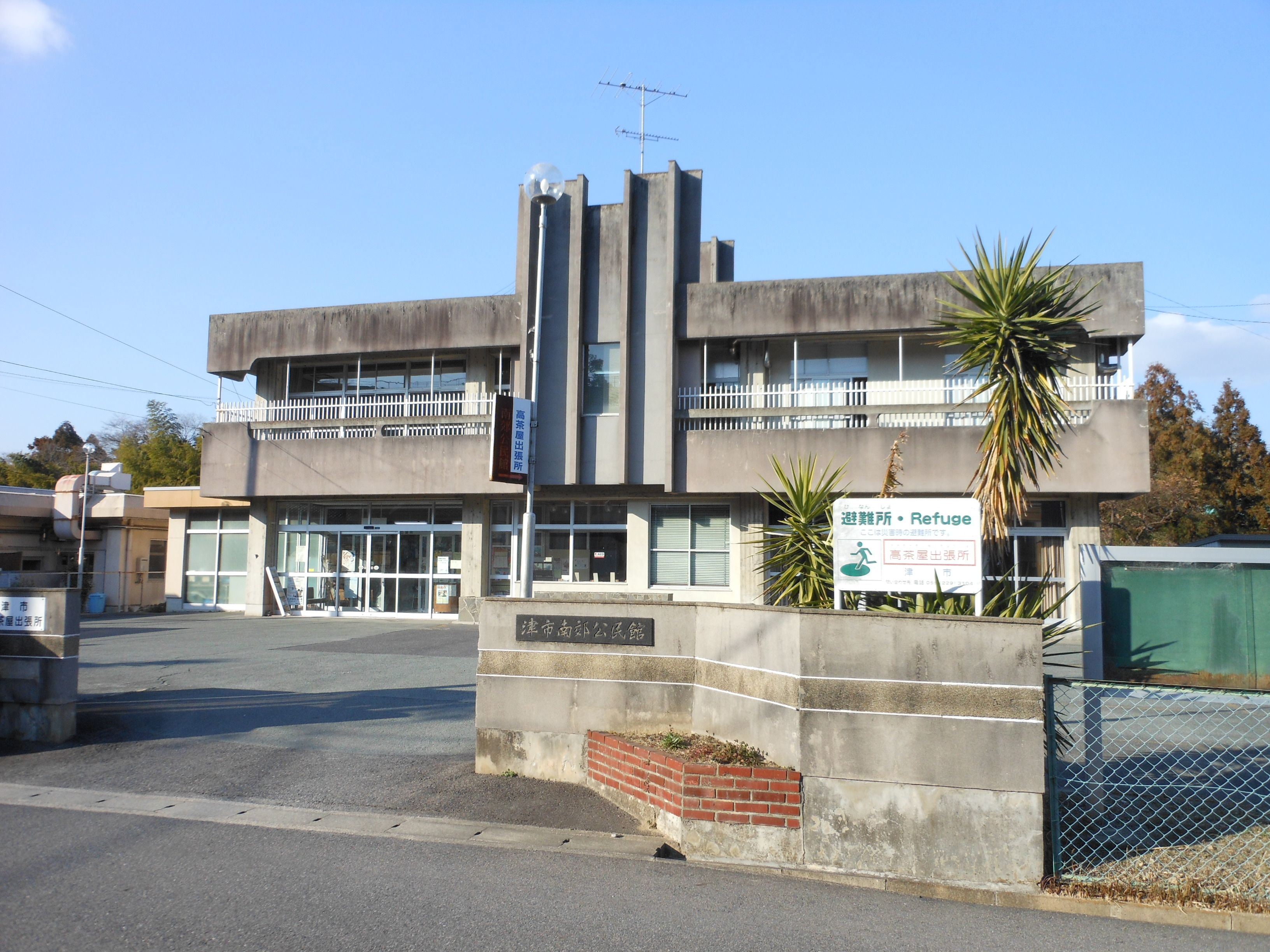
津市役所高茶屋出張所・津市南郊公民館

高茶屋一丁目
北端を天神川が流れ、東端にJR紀勢本線が通る。北に二丁目、西に三丁目・四丁目がある。
高茶屋二丁目
北端を相川、南端を天神川が流れ、高茶屋では唯一天神川の左岸に位置する丁目である。南に一丁目・三丁目がある。
高茶屋三丁目
北端を天神川が流れ、西端を三重県道114号上浜高茶屋久居線が通る。北に二丁目、東に三丁目、南に四丁目、西に六丁目がある。
高茶屋四丁目
西端を三重県道114号上浜高茶屋久居線、南端を国道165号が通る。北に三丁目、東に一丁目、西に五丁目がある。
高茶屋五丁目
東端を三重県道114号上浜高茶屋久居線が通る。北に六丁目、東に四丁目、西に七丁目がある。
高茶屋六丁目
北端を天神川、東端を三重県道114号上浜高茶屋久居線が通る。東に三丁目、南に五丁目、西に七丁目がある。
高茶屋七丁目
北端を天神川が流れ、南端を国道165号が通る。東に五丁目と六丁目がある。

## 歴史

### 高茶屋の誕生
高茶屋は一志郡に属する小森上野村と小森村を結ぶ街道沿いに発達した街村であり、『宗国史』では小森村の枝郷、『勢陽五鈴遺響』では小森上野村の属邑とされた。慶長13年（1608年）以降、津藩の配下にあった。『伊勢参宮名所図会』は江戸時代の高茶屋の様子について
| 「 | 高茶屋、茶屋多し、此処より晴天には富士山見ゆるといふ | 」 |

と記している。また当地の名物として『勢陽五鈴遺響』では、
| 「 | 小森上野ノ民家ニ、柿桃ノ大ノ焼塩ヲ旅客ニ販クアリ、上古ノ産物ノ遺風ナルヘシ | 」 |

と記している。
1876年（明治9年）6月3日、高茶屋小学校の前身である小森学校が開校した。

### 高茶屋村の成立と発展
町村制の施行により、小森村と小森上野村が高茶屋村となり、小森と小森上野の2つの大字を設置した。高茶屋村は米や麦、茶を生産する農村であり、多くの農家が自宅で養蚕を営んでいた。生産した繭の多くは津市柳山にある関西製糸へ販売していた。農村だったこの地域に（明治26年）12月、参宮鉄道が開通し高茶屋駅が開業すると、一志郡、特に久居町方面から伊勢神宮参拝の乗降客で賑わいを見せ、駅前には旅館や飲食店ができ、客待ちの人力車や6人乗り馬車も出現した。こうした賑いは1929年（昭和4年）の伊勢電気鉄道、1930年（昭和5年）の参宮急行電鉄の開通による乗降客の激減で幕を閉じた。駅前の盛衰の一方で、大正時代より台地の開墾が始まり、松林は広大な桑畑に姿を変え、養蚕による好況がもたらされた。さらに津市半田にあった三重県種畜場（現：三重県畜産研究所）が高茶屋に移転した。
第二次世界大戦に突入すると、台地上の約500m2におよぶ広大な敷地が、大日本帝国陸軍および同海軍、逓信省から軍事目的での買収提案を受け、海軍が約270 m2を購入して従業員35,000人の軍需工場を建設することを決定した。これを契機として津市と高茶屋村の間で市町村合併の計画が持ち上がり、1939年（昭和14年）7月1日に高茶屋村を津市に編入することとなった。合併により、小森と小森上野はそのまま大字として津市に継承され、一時的に「高茶屋」の地名が住所上消滅した。

#### 歴代村長
『津市史』による。
| 代 | 村長       | 在任期間  | 備考  |
| -- | ---------- | --------- | ----- |
| 1  | 藤田元享   | 1889-?    |       |
| 2  | 奥山半九郎 | 1891-?    |       |
| 3  | 藤田雄也   | 1893-?    |       |
| 4  | 奥山半九郎 | 1903-?    | 2度目 |
| 5  | 堤藤兵衛   | 1907-?    |       |
| 6  | 近藤徳太郎 | 1915-?    |       |
| 7  | 奥山千代松 | ?-1920    |       |
| 8  | 服部米次郎 | 1920-1929 |       |
| 9  | 竹村周次郎 | 1929-1935 |       |
| 10 | 奥山文雄   | 1935-1939 |       |

### 工廠跡の利用
1941年（昭和16年）、海軍が建設を進めていた「津海軍工廠」（高茶屋海軍工廠）が完成した。工廠では徴用工や学生が労働力となった。

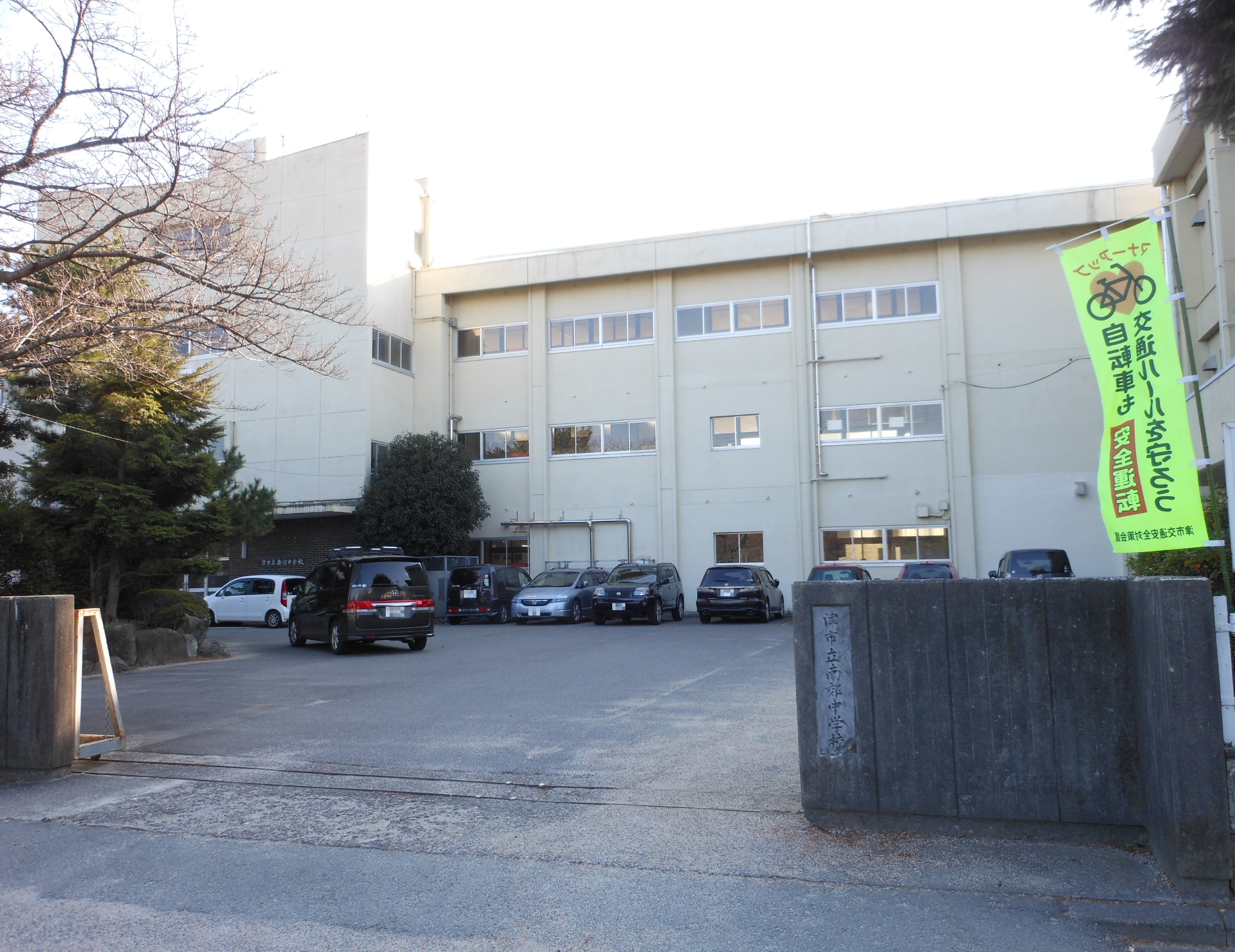
南郊中学校（2013年）

戦後、軍の管轄下にあった水道が津市に移譲され、「高茶屋水道」として営まれることになった。「高茶屋水道」は電力を使っていたことから停電のたびに断水するという不便さがあり、1949年（昭和24年）12月に津市の既設水道管と連結し、「垂水ポンプ場」を設けて断水しないように改良された。工廠跡は1947年（昭和22年）に旧通信施設を利用して三重県警察練習所（翌1948年<昭和23年>に三重県警察学校に改称）が設置された。また、旧女子工員寄宿舎は改造の上、児童が急増した高茶屋小学校の仮校舎に、旧守衛本部は1948年（昭和23年）1月30日に南郊中学校の校舎に、旧工廠本部は1945年（昭和20年）7月28日の津空襲で校舎を失った津市立高等女学校の校舎になった。津市の新制中学校で初めて独立校舎を所有したのが南郊中学校であった。その後、津市高等学校が移転して空いた校舎へ南郊中学校は移転、1965年（昭和40年）に現校地の新築校舎へ移転した。
1954年（昭和29年）には小森と小森上野がそれぞれ高茶屋小森町、高茶屋小森上野町に改称され、冠称として「高茶屋」の地名が復活した。戦災者が高茶屋地域と高茶屋に隣接する一志郡久居町本村乙に多く移住し、人口は急増し、久居町本村乙の一部が1950年（昭和25年）に津市の一部となり、「西城山」という大字が成立した。西城山は1954年（昭和29年）に高茶屋西城山町に改称、さらに1981年（昭和56年）に高茶屋小森町と高茶屋小森上野町の一部と合わせて、新町名「城山」となった。そして住居表示の実施により、1997年（平成9年）11月25日に高茶屋小森町と高茶屋小森上野町の一部をもって「高茶屋」が成立した。

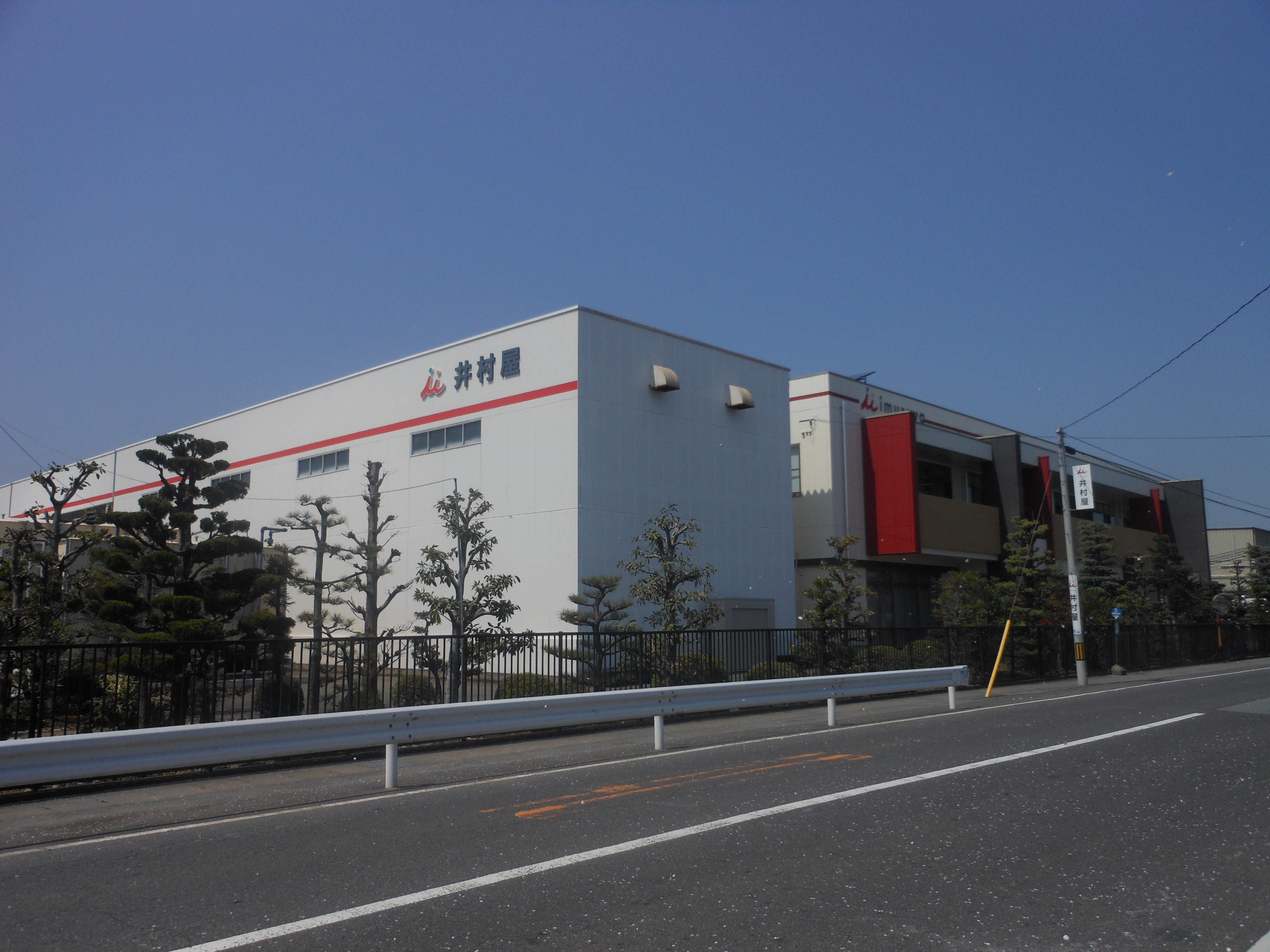
井村屋の工場

戦後は高茶屋への工場進出が進んだ。大手では、1948年（昭和23年）に井村屋がビスケット製造工場として津工場を建設、1965年（昭和40年）に住友ベークライト津工場が操業を開始した。特に井村屋は1960年代の津市域にあった菓子・パン製造業者58軒中55軒分に相当するほどの従業者数を抱える大規模工場であった。工業集積が進む中、三重県工業試験場を前身とする三重県工業技術センター（現：三重県工業研究所）も1972年（昭和47年）6月に高茶屋へ移ってきた。

### 平成期
三重県運転免許試験場は、1995年（平成7年）5月8日に津市垂水へ移転した。跡地は市民が1997年（平成9年）から「地域活動の交流拠点」の建設のため、県に売却を求めていた が、2002年（平成14年）に津市の予算が付き、「高茶屋市民センター」が建設された。
住友ベークライト津工場は2009年（平成21年）9月30日に閉鎖し、工場跡地から基準値の約2倍のトリクロロエチレンが検出された。住友ベークライトは翌2010年（平成22年）1月4日から土壌汚染の浄化工事を開始し、同年の3月23日に完了したことを発表した。

### 沿革
- 1889年（明治22年）4月1日 - 町村制の施行により、一志郡小森村・小森上野村の区域をもって高茶屋村が発足。高茶屋村大字小森・小森上野となる。
- 1939年（昭和14年）7月1日 - 高茶屋村が津市に編入され廃止。津市大字小森・小森上野となる。
- 1954年（昭和29年） - 町名変更により、高茶屋小森町・高茶屋小森上野町となる。
- 1997年（平成9年）11月25日 - 住居表示の実施により、高茶屋一 - 七丁目を新設。

### 町名の変遷
| 実施後       | 実施年月日                | 実施前 |
| ------------ | ------------------------- | --- |
| 高茶屋一丁目 | 1997年（平成9年）11月25日 | 高茶屋小森町（字 小森・北ノ垣内・三反田・東ノ口全域、字 里ノ上・牛下し・町屋・掛田の一部）                              |
| 高茶屋二丁目 | 1997年（平成9年）11月25日 | 高茶屋小森町（字 大垣内全域、字 北端・己ノ谷・町屋の一部）、高茶屋小森上野町（字 城山・宮ノ上・上野・中ノ山・前田全域） |
| 高茶屋三丁目 | 1997年（平成9年）11月25日 | 高茶屋小森町（字 里ノ上・己ノ谷・石草原・町屋の一部）                                                                   |
| 高茶屋四丁目 | 1997年（平成9年）11月25日 | 高茶屋小森町（字 里ノ上・石草原・焼野・牛下しの一部）                                                                   |
| 高茶屋五丁目 | 1997年（平成9年）11月25日 | 高茶屋小森町（字 大塚・中山の一部）                                                                                     |
| 高茶屋六丁目 | 1997年（平成9年）11月25日 | 高茶屋小森町（字 大塚・野寺の一部）                                                                                     |
| 高茶屋七丁目 | 1997年（平成9年）11月25日 | 高茶屋小森町（字 大塚・野寺・中山の一部）                                                                               |

## 世帯数と人口
2019年（令和元年）6月30日現在の世帯数と人口は以下の通りである。
| 町名         | 世帯数    | 人口    |
| ------------ | --------- | ------- |
| 高茶屋一丁目 | 390世帯   | 944人   |
| 高茶屋二丁目 | 381世帯   | 851人   |
| 高茶屋三丁目 | 314世帯   | 660人   |
| 高茶屋四丁目 | 580世帯   | 1,114人 |
| 高茶屋五丁目 | 724世帯   | 1,573人 |
| 高茶屋六丁目 | 637世帯   | 1,262人 |
| 高茶屋七丁目 | 228世帯   | 452人   |
| 計           | 3,254世帯 | 6,856人 |

### 人口の変遷
国勢調査による人口の推移
| 2000年（平成12年） | 6,145人 | [ WEB 9 ]  |  |
| 2005年（平成17年） | 6,264人 | [ WEB 10 ] |  |
| 2010年（平成22年） | 6,327人 | [ WEB 11 ] |  |
| 2015年（平成27年） | 6,604人 | [ WEB 12 ] |  |

### 世帯数の変遷
国勢調査による世帯数の推移
| 2000年（平成12年） | 2,343世帯 | [ WEB 9 ]  |  |
| 2005年（平成17年） | 2,468世帯 | [ WEB 10 ] |  |
| 2010年（平成22年） | 2,653世帯 | [ WEB 11 ] |  |
| 2015年（平成27年） | 2,821世帯 | [ WEB 12 ] |  |

## 学区

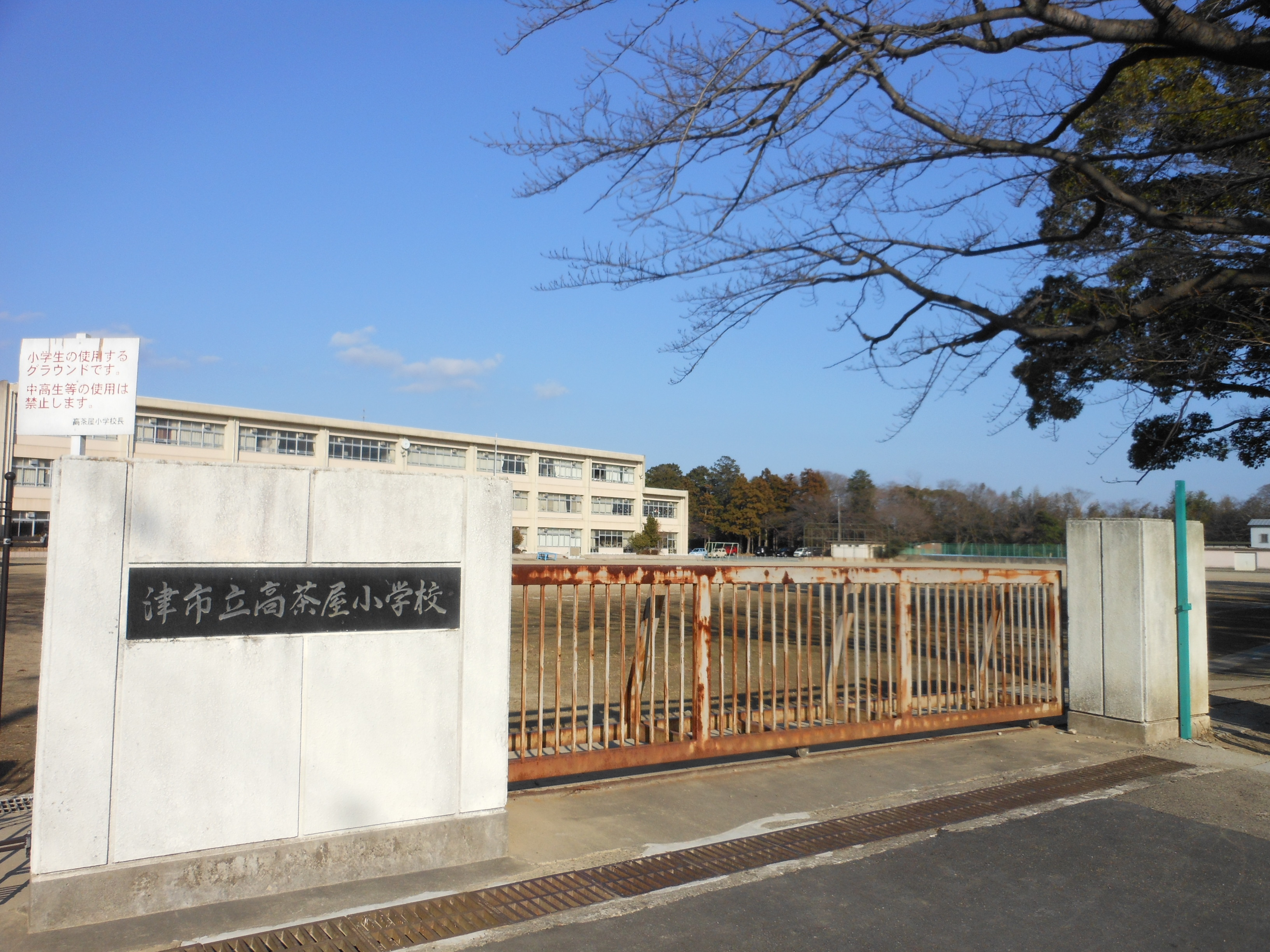
高茶屋小学校

市立小・中学校に通う場合、学区は以下の通りとなる。
| 町名         | 街区 | 小学校             | 中学校           |
| ------------ | ---- | ------------------ | ---------------- |
| 高茶屋一丁目 | 全域 | 津市立高茶屋小学校 | 津市立南郊中学校 |
| 高茶屋二丁目 | 全域 | 津市立高茶屋小学校 | 津市立南郊中学校 |
| 高茶屋三丁目 | 全域 | 津市立高茶屋小学校 | 津市立南郊中学校 |
| 高茶屋四丁目 | 全域 | 津市立高茶屋小学校 | 津市立南郊中学校 |
| 高茶屋五丁目 | 全域 | 津市立高茶屋小学校 | 津市立南郊中学校 |
| 高茶屋六丁目 | 全域 | 津市立高茶屋小学校 | 津市立南郊中学校 |
| 高茶屋七丁目 | 全域 | 津市立高茶屋小学校 | 津市立南郊中学校 |

## 交通
鉄道

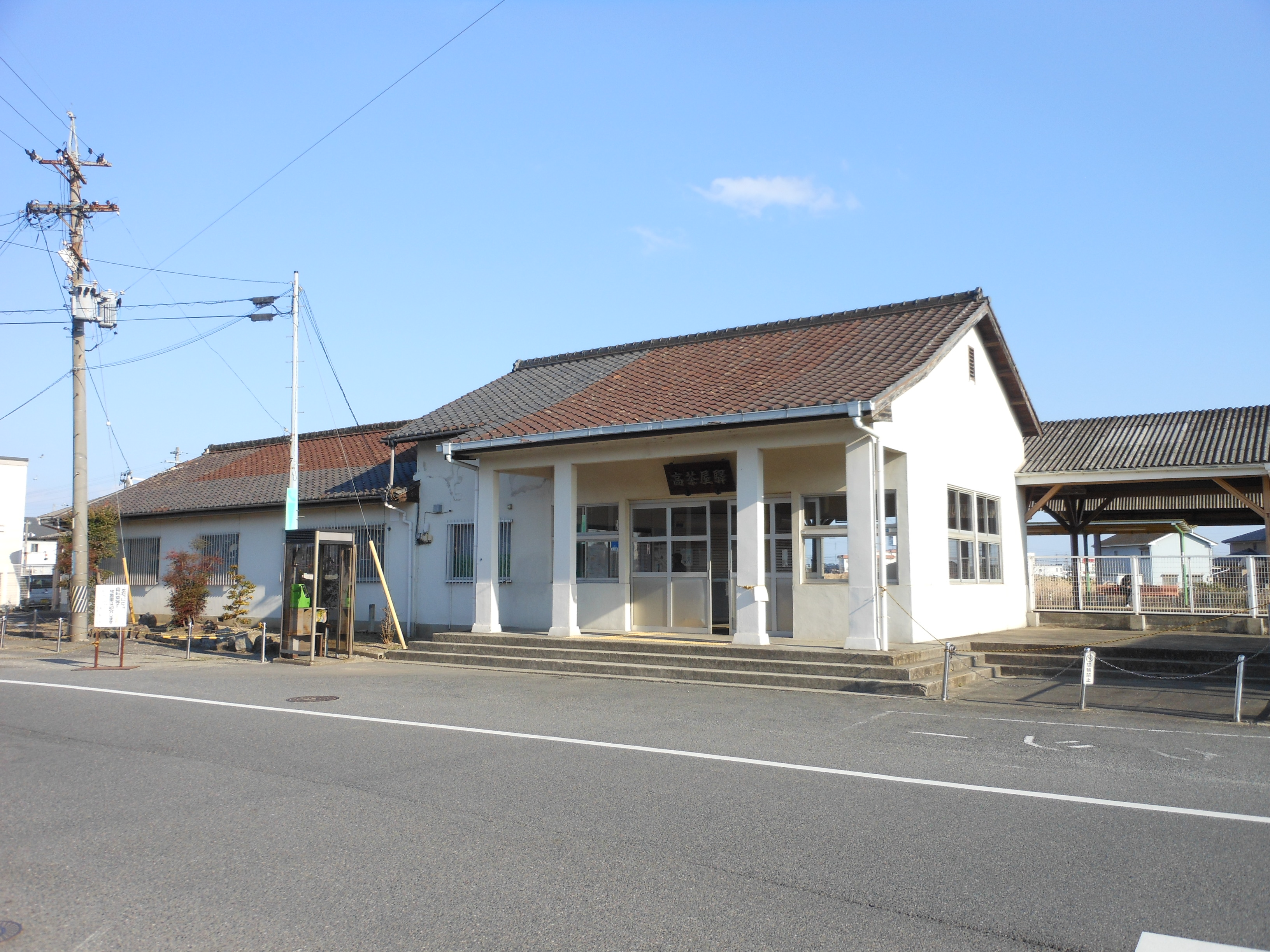
高茶屋駅

東海旅客鉄道紀勢本線が高茶屋一丁目・二丁目の東縁を通る。
- - （阿漕方面） - 高茶屋駅 - （六軒方面）

道路
- 国道165号 - 高茶屋の南端を通る。
- 三重県道114号上浜高茶屋久居線（なぎさバイパス） - 高茶屋の中央部を南北に通る。
- 旧伊勢参宮街道 - 津市道になっている。

路線バス
■三重交通（中勢営業所管内）
- 高茶屋バス停
  - 21系統 久居駅東口
  - 21系統 香良洲公園
  - 21系統 雲津鋼管町
- 自動車学校前バス停
  - 34系統 津駅
  - 34系統 警察学校

## 施設
| 高茶屋一丁目 - JR紀勢本線高茶屋駅 - 津高茶屋郵便局 - JA津安芸津南部支店 高茶屋二丁目 - 上野集会所 高茶屋三丁目 - 津市南郊公民館 - 津市立高茶屋保育園 - 津市立高茶屋幼稚園 - 津市立高茶屋小学校 | 高茶屋四丁目 - 三重県警察学校 - 津南警察署南郊交番 - 三重県立盲学校 - 津市高茶屋市民センター - 津市立南郊中学校 - 三重中央自動車学校 高茶屋五丁目 - 三重県工業研究所 - 高茶屋診療所 - イムラ株式会社本社 | 高茶屋七丁目 - 井村屋グループ株式会社本社・本社工場 - 株式会社フードサービスネットワーク三重CDC - NTTコムウェア・ビリングソリューション株式会社東海センター - ローヤル工業株式会社 |

### 寺社
- 宝永山延命寺 - 高茶屋一丁目にある真宗高田派の寺院。永禄4年（1561年）の創建時は天台宗だったようであるが、寛文年間（1661年 - 1672年）に宗派を改めた[27]。本尊は阿弥陀如来木像[27]。
- 宝福山称念寺 - 高茶屋一丁目にある浄土宗鎮西派の寺院。文禄年間（1592年 - 1595年）の創建で、本尊は阿弥陀如来木坐像[27]。
- 利生山浄誓寺 - 高茶屋二丁目にある真宗高田派の寺院。天正9年（1581年）創建で本尊は阿弥陀如来木像であるが、創建には異説もある[27]。
- 東海山真光寺 - 高茶屋二丁目にある天台真盛宗の寺院。正平9年（1354年）創建で、本尊は阿弥陀如来木像[28]。
- 高茶屋神社 - 高茶屋一丁目にある神社で旧社格は村社。祭神は玉柱屋姫命、経津主神ほか16柱[29]。元は粟島社の境内で、小祠を合祀する際に改称した[6]。
- 宇気比神社 - 高茶屋二丁目にある神社。旧村社[27]。

## 関連図書
- 服部勲『あなたにも知ってほしい 高茶屋百二十年の歩み』（伊勢新聞社、2008年5月、160p.） - 高茶屋の歴史写真集[WEB 14]。

## 郵便番号
- 514-0819[WEB 3]（集配局：津中央郵便局[WEB 15]）。